# Jan van Haensbergen

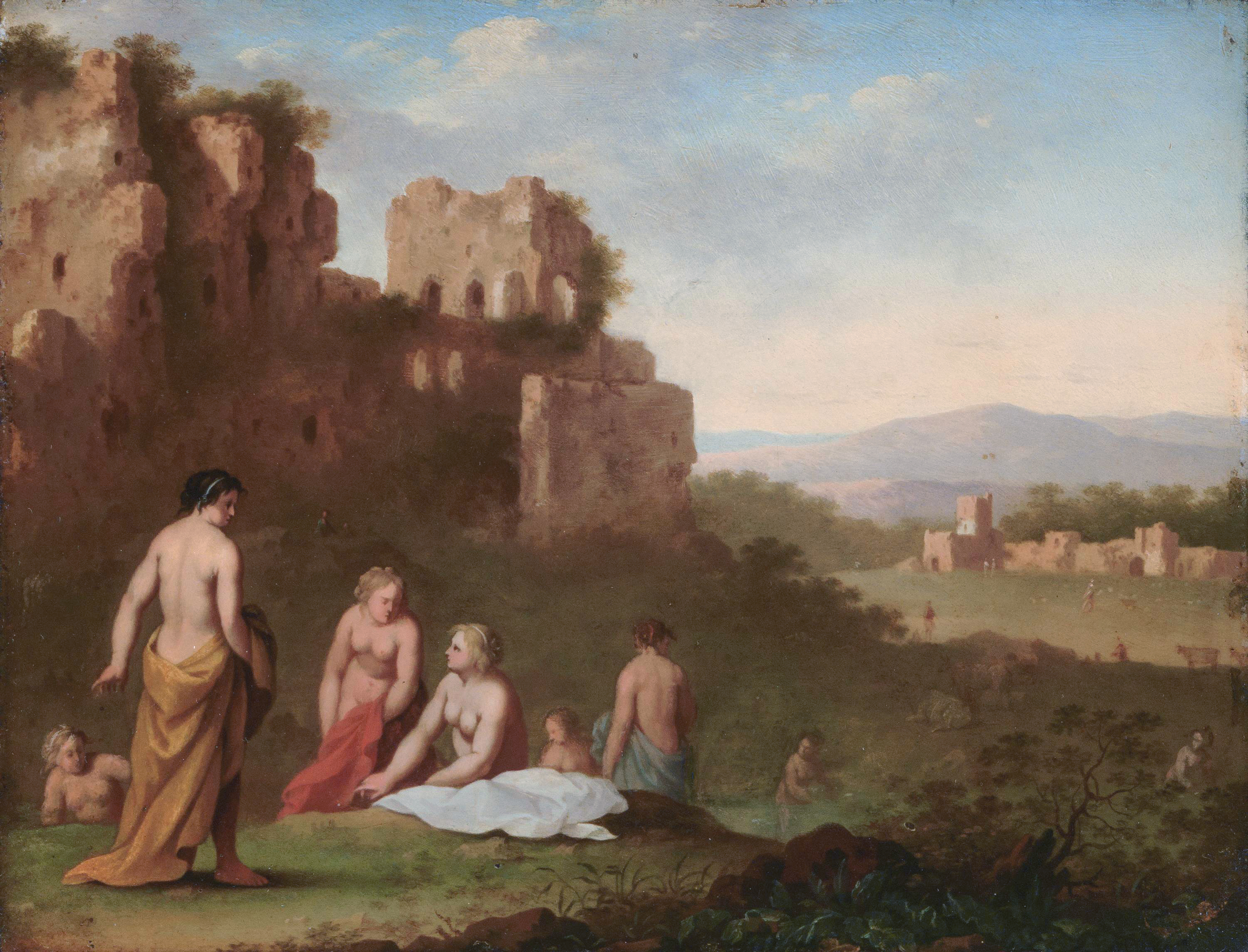
Badende nymfen, circa 1665

Johannes (Jan) van Haensbergen (2 januari 1642 – 10 januari 1705) was een Nederlandse schilder uit de Gouden Eeuw.

## Biografie

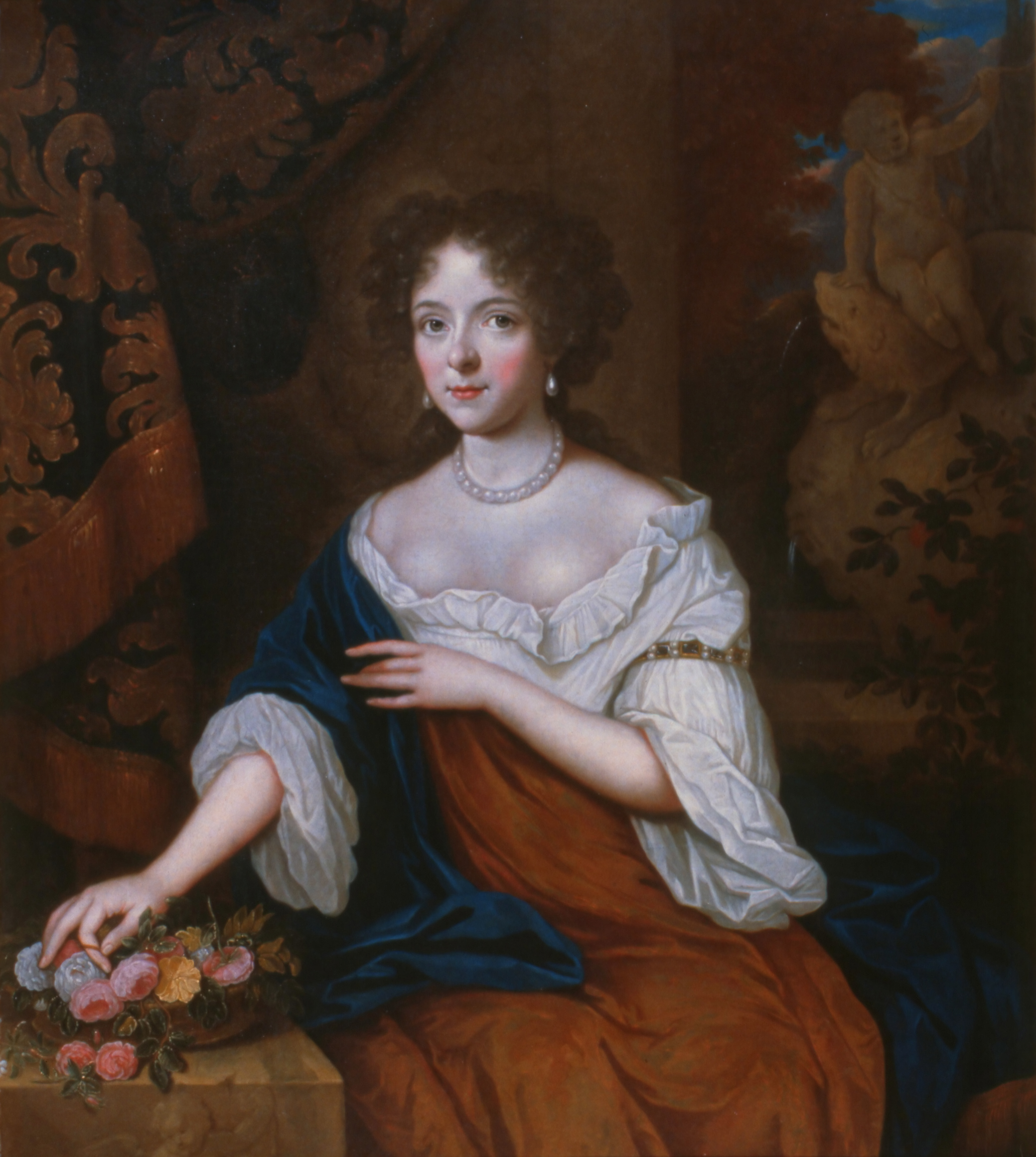
Maria Duyst van Voorhout, stichtster van de Fundatie van Renswoude, ca. 1685-1690

Volgens Houbraken was hij in Utrecht geboren. Een schilderij uit 1665 van Een slapende vrouw ondertekende hij met Joh. Haensbergh Gorco: fecit 1665, waaruit sommigen concluderen dat hij afkomstig was uit Gorinchem of dat hij er een tijd gewerkt heeft.
Van Haensbergen was een leerling van Cornelius van Poelenburgh, een belangrijke landschapsschilder uit de 17e eeuw. Hoewel hij in staat was om in de stijl van zijn meester te schilderen, besloot hij om over te stappen op portretten omdat hij hiermee meer geld kon verdienen. Hij was vooral bekend om zijn flatterende portretten van vrouwen met een blanke huid.
In 1665 trouwde hij met Johanna van Heusden. In 1668 was hij ingeschreven in het Sint-Lucasgilde van Utrecht. In 1669 verhuisde hij naar Den Haag, waar hij zich inschreef bij de Confrerie Pictura, en begon er portretten te schilderen voor de elite.
Naast zijn werk als schilder, was Van Haensbergen ook een bedrijvig kunsthandelaar, waarschijnlijk geholpen door zijn aanstelling als deken van de Confrerie Pictura, waar hij ook lessen gaf. Het RKD noemt echter alleen zijn zoon Willem Johan, uit zijn tweede huwelijk met Sophia van der Snouck in 1679, als zijn leerling.
Zijn landschapsschilderijen tonen de invloed van Poelenburgh en zijn portretten laten de invloed van Caspar Netscher zien. Van Haensbergens dochter Magdalena trouwde met Constantijn Netscher.
- Biografisch Portaal: 80287546
- Digitale Bibliotheek voor de Nederlandse Letteren: haen012
- Gemeinsame Normdatei: 107779231X
- International Standard Name Identifier: 0000 0000 6883 2269
- Nederlandse Thesaurus van Auteursnamen: 301826498
- RKD-Nederlands Instituut voor Kunstgeschiedenis: 35146
- SNAC: w69430zp
- Union List of Artist Names: 500027827
- Virtual International Authority File: 95853316
- WorldCat: E39PBJwmQKwMgGvCTvMJPtcMfq